# Château de Marino
Marino (Ма́рьино) est un ancien domaine seigneurial en Russie des comtes Stroganov, puis des princes Galitzine. Il se trouve dans l'oblast de Léningrad, près du village d'Andrianovo, dépendant du raïon de Tosno.

## Historique
C'est en 1726, que les terres ayant appartenu à Grigori Stroganov passent à sa veuve qui y fait construire une demeure seigneuriale.
En 1799, le domaine entre dans le majorat de la famille Stroganov représenté par le comte Paul Stroganov, puis en 1817, il devient la propriété de sa veuve, la comtesse Sophie, née princesse Galitzine (1775-1845). Devenue l'unique héritière des biens (qui représentaient quarante-six mille âmes) de cette branche de la famille Stroganov, elle se lance personnellement dans l'administration des différents domaines et en confie la gestion à d'anciens serfs qu'elle fait éduquer en Europe. Une école agricole est fondée au domaine en 1825 où sont éduqués cinquante orphelins paysans des domaines des Stroganov de la province de Perm.
En 1814-1817, le château est reconstruit en style néoclassique sous la direction de l'architecte Ivan Kolodine qui fait également dessiner un parc à l'anglaise et bâtir divers pavillons dont une ferme. 
D'autres architectes collaborent à différents aménagements postérieurs, tels que Meyer, Menelas, ou Sadovnikov. En 1845, la détentrice du « majorat de Marino » est l'une des filles de la comtesse Stroganov, la princesse Adélaïde (dite Aglaé) Galitzine (1799-1882), dame d'honneur à la cour, récipiendaire de l'ordre de Sainte-Catherine de petite croix et veuve du prince Boris Galitzine (1794-1836).
Son neveu, Pavel Galitzine en hérite en 1886,  et le détient jusqu'en 1914, année où le domaine passe à son fils, Sergueï Pavlovitch Galitzine (1898-1938, fusillé pendant la terreur stalinienne).
Aujourd'hui (en 2012) le château est une propriété privée, appartenant à Mme Galina Stepanova.

## Source
- (ru) Cet article est partiellement ou en totalité issu de l’article de Wikipédia en russe intitulé « Марьино (усадьба Строгановых) » (voir la liste des auteurs).